# Rhampholeon acuminatus
Rhampholeon acuminatus là một loài thằn lằn trong họ Chamaeleonidae. Loài này được Mariaux & Tilbury mô tả khoa học đầu tiên năm 2006.